# Kastav
Kastav je mesto (hrv. Grad Kastav) na Hrvaškem, ki upravno spada v Primorsko-goransko županijo in ima v svojem upravnem območju (po popisu 2021) 10.265 prebivalcev, samo naselje Kastav pa jih imelo bistveno manj. Leta 2003 se je vseh dotedanjih 6 naselij občine formalno združilo v eno naselje Kastav.   
Ta so bila (v oklepaju prebivalstvo po popisu iz leta 2001):  
- Brnčići (677)
- Ćikovići (3089)
- Kastav (2037)
- Rubeši (1722)
- Spinčići (876)
- Trinajstići (490)

## Lega
Kastav leži na dominantni vzpetini ob severnem robu kvarnerskega zaliva ter je del širšega reškega mestnega območja, čeprav so ga zgodovinsko zmeraj obravnavali kot del Istre. Stari del mesta stoji na 378 m visokem griču 10 km severozahodno od Reke in severno od turističnega središča Opatije ter je že dolgo priljubljena izletniška točka, s katere se razprostira lep razgled na Kvarnerski zaliv.

## Zgodovina
Sedanje naselje se je najverjetneje razvilo na lokaciji nekdanjega japodskega prazgodovinskega naselja ter na rimskih in bizantinskih utrdbah. V začetku 7. stoletja so kraj naselili Slovani. V srednjem veku je bil Kastav središče Kastavske gospode, ki sta ji pripadala še Mošćenice in Veprinac, ter središče hrvaške upravne, cerkvene in kulturne tradicije. Mesto je bilo v srednjem veku obdano z obrambnim zidom z več obrambnimi stolpi, od katerih so nekateri še deloma ohranjeni. Na južnem dostopu v mesto še danes stojijo utrjena mestna vrata, skozi katera vodi pot do trga Lokovina (Kapitanova lokev), kjer stojijo gotska cerkev sv. Trojstva, postavljena v 15. stoletju, hiša mestnega kapitana, mestna loža iz leta 1521 in vodni rezervoar z napisom, vklesanim na kamniti ograji, s katerim oznanjajo, da so tu leta 1666 zaradi prevelikih dajatev utopili kapitana Morellija. Baročna župnijska cerkev sv. Jelene s prosto stoječim zvonikom ima klopi iz 17. stoletja, baročni oltar in krstilnica pa sta iz 18. stoletja.
V drugi polovici 15. stoletja je nastal tako imenovani Kastavski statut, ki je urejal življenje v mestu. V Kastvu je bilo pomembno središče hrvaškega narodnega preporoda v Istri, leta 1866 je bila tu odprta prva hrvaška knjižnica s čitalnico v Istri, 1870 prvi istrski tabor, 1886 pa je bil odprt Narodni dom. Do vojaškega zloma Avstro-Ogrska je bil Kastav v sestavu avstrijske pokrajine Istre. Z rapalsko pogodbo je mesto pripadalo Kraljevini Srbov, Hrvatov in Slovencev, med letoma 1922 do 1929 je bilo del Ljubljanske pokrajine, od 1929 pa del Savske banovine.

## Demografija
| Pregled števila prebivalcev naselja oz. občine Kastav po letih | Pregled števila prebivalcev naselja oz. občine Kastav po letih | Pregled števila prebivalcev naselja oz. občine Kastav po letih | Pregled števila prebivalcev naselja oz. občine Kastav po letih | Pregled števila prebivalcev naselja oz. občine Kastav po letih | Pregled števila prebivalcev naselja oz. občine Kastav po letih | Pregled števila prebivalcev naselja oz. občine Kastav po letih | Pregled števila prebivalcev naselja oz. občine Kastav po letih | Pregled števila prebivalcev naselja oz. občine Kastav po letih | Pregled števila prebivalcev naselja oz. občine Kastav po letih | Pregled števila prebivalcev naselja oz. občine Kastav po letih | Pregled števila prebivalcev naselja oz. občine Kastav po letih | Pregled števila prebivalcev naselja oz. občine Kastav po letih | Pregled števila prebivalcev naselja oz. občine Kastav po letih | Pregled števila prebivalcev naselja oz. občine Kastav po letih |       |       |
| -------------------------------------------------------------- | -------------------------------------------------------------- | -------------------------------------------------------------- | -------------------------------------------------------------- | -------------------------------------------------------------- | -------------------------------------------------------------- | -------------------------------------------------------------- | -------------------------------------------------------------- | -------------------------------------------------------------- | -------------------------------------------------------------- | -------------------------------------------------------------- | -------------------------------------------------------------- | -------------------------------------------------------------- | -------------------------------------------------------------- | -------------------------------------------------------------- | ----- | ----- |
| 1857                                                           | 1869                                                           | 1880                                                           | 1890                                                           | 1900                                                           | 1910                                                           | 1921                                                           | 1931                                                           | 1948                                                           | 1953                                                           | 1961                                                           | 1971                                                           | 1981                                                           | 1991                                                           | 2001                                                           | 2011  | 2021  |
| 1032                                                           | 1016                                                           | 952                                                            | 1028                                                           | 1084                                                           | 1172                                                           | 1136                                                           | 1233                                                           | 748                                                            | 799                                                            | 776                                                            | 766                                                            | 822                                                            | 930                                                            | 2037                                                           | ?     | ?     |
| 2518                                                           | 2519                                                           | 2626                                                           | 2991                                                           | 3238                                                           | 3460                                                           | 2498                                                           | 2830                                                           | 2005                                                           | 2117                                                           | 2189                                                           | 2290                                                           | 4485                                                           | 5995                                                           | 8891                                                           | 10440 | 10265 |